# Albert Rudomine

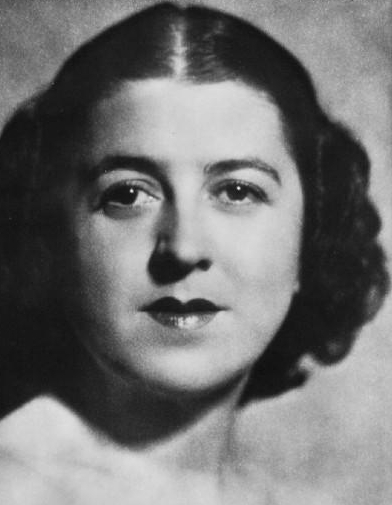
Martha Angelici fotografiada por Rudomine en 1945.

Albert Rudomine (Kiev, 27 de abril de 1892 - París, 4 de abril de 1975) fue un fotógrafo francés, especialmente conocido por sus imágenes de desnudos masculinos, sobre todo de bailarines, a los que retrató inspirándose en las esculturas clásicas grecorromanas. 
Hijo de madre polaca y padre ruso, su familia abandonó Rusia en 1895 y se instaló primero en París y después (1901) en Nueva York, donde Rudomine pasó la mayor parte de su infancia y juventud y donde estudió teología judía. Colaboró en el semanario L'Illustration, donde se publicaron sus fotos. Sus obras hoy forman parte de importantes colecciones, como la de Christian Bouqueret, la Biblioteca Nacional de Francia, el Museo de Arte de Cleveland, el Museo J. Paul Getty o el Museo de Bellas Artes de Canadá.